# Hans von Ahlfen
Hans von Ahlfen (ur. 20 lutego 1897 w Berlinie, zm. 11 września 1966 w Oberndorf am Neckar) – generał major Wehrmachtu, od 31 stycznia (według innych danych – od 3 lutego) do 8 marca 1945 dowódca obrony Festung Breslau. Zastąpił poprzednio wyznaczonego dowódcę, generała Johannesa Krausego (który zdjęty został z funkcji z powodu choroby), a 8 marca zastąpiony został przez generała Hermanna Niehoffa.

## Życiorys
Karierę wojskową rozpoczął 22 marca 1915 jako absolwent wojsk inżynieryjno-saperskich, w 2 batalionie saperów. W okresie międzywojennym awansowany na kolejne stopnie wojskowe Reichswehry, w trakcie II wojny światowej został w 1942 majorem, 1 listopada 1944 – pułkownikiem Wehrmachtu, a 30 stycznia 1945 generał-majorem.
Jedną z pierwszych decyzji von Ahlfena w 1945 roku we Wrocławiu było wydanie 6 lutego zakazu powrotu do miasta osobom, które z niego wyjechały na skutek zarządzonej w połowie stycznia przez gauleitera Hankego ewakuacji ludności cywilnej. 8 lutego został awansowany do stopnia generała (dowództwo objął jako pułkownik). Później von Ahlfen przeniósł stanowisko dowodzenia z siedziby dowództwa VIII Okręgu Wojskowego przy Gabitzstrasse (ul. Gajowickiej) do podziemi Liebichshöhe (Wzgórza Partyzantów). 15 lutego, miesiąc po rozpoczęciu zimowo-wiosennej operacji Armii Czerwonej i dzień przed zamknięciem się pierścienia okrążenia wydał odezwę do mieszkańców miasta nakazującą wszystkim – bez względu na wiek i płeć – gotowość do walki. M.in. z polecenia von Ahlfena neoromański kościół św. Karola Boromeusza na wrocławskich Gajowicach został zamieniony w punkt oporu i przez to stał się celem szczególnie uporczywych ataków artylerii i lotnictwa radzieckiego. Na początku marca, po interwencji Hankego u Hitlera, zastąpiony został przez Hermanna Niehoffa; opuścił Wrocław samolotem z lotniska na Gądowie Małym 10 marca 1945.
Po odwołaniu z funkcji komendanta twierdzy Wrocław przeniesiony do Grupy Armii B na froncie zachodnim; tam 17 kwietnia 1945 trafił do niewoli amerykańskiej. Zwolniono go z niej 30 czerwca 1947. Po wojnie wraz z Niehoffem napisał So kämpfte Breslau, 1959 (polski tytuł Festung Breslau w ogniu, Wrocław 2008) – historię obrony Wrocławia z perspektywy dowódców twierdzy. Jest także autorem książki Kampf um Schlesien 1944-1945, 1961 (polski tytuł Walka o Śląsk 1944/1945).